# Узкое
У́зкое — бывшая дворянская усадьба, объект культурного наследия регионального значения, находящийся на особо охраняемой природной территории «Природно-исторический парк Битцевский лес».
Входит в состав Юго-Западного административного округа Москвы, в районе Ясенево. С 1922 года — санаторий «Узкое» Академии наук, с 2016 года является самостоятельным подразделением Федерального научно-клинического центра реаниматологии и реабилитологии (ФГБНУ ФНКЦ РР).

## Расположение
Усадьба находится по адресу: Профсоюзная улица, 123а, 123б. От улицы расположена на расстоянии более 1,5 км на восток по Санаторной аллее. От Севастопольского проспекта через усадьбу проходит Тютчевская аллея. В 200 метрах на юго-запад от усадьбы — гостиница «Узкое» (Литовский бульвар, 3а). Усадьба окружена Битцевским лесом, к западу — живописные пруды. Именем «Узкое» названы также расположенные неподалёку посёлок, спорткомплекс и горнолыжный спуск.

## История

### XVII век
В начале XVII века пустошь Узкое (Уское) представляла собой большой незастроенный и незаселённый участок, находившийся по левую сторону Старой Калужской дороги (от Москвы).
Не ранее 1616 года она была передана в поместное владение князю Афанасию Гагарину и Петру Очину-Плещееву. Они поделили эту территорию примерно пополам. Афанасий Гагарин владел также соседними пустошами: Борисовкой (впоследствии церковная земля села Узкого), Даниловкой (на Коньковском или Даниловском овраге) и Михайловкой (на Михайловском овраге), и двумя полянами. За Петром Очиным-Плещеевым числилась ещё всего одна пустошь (Средняя).

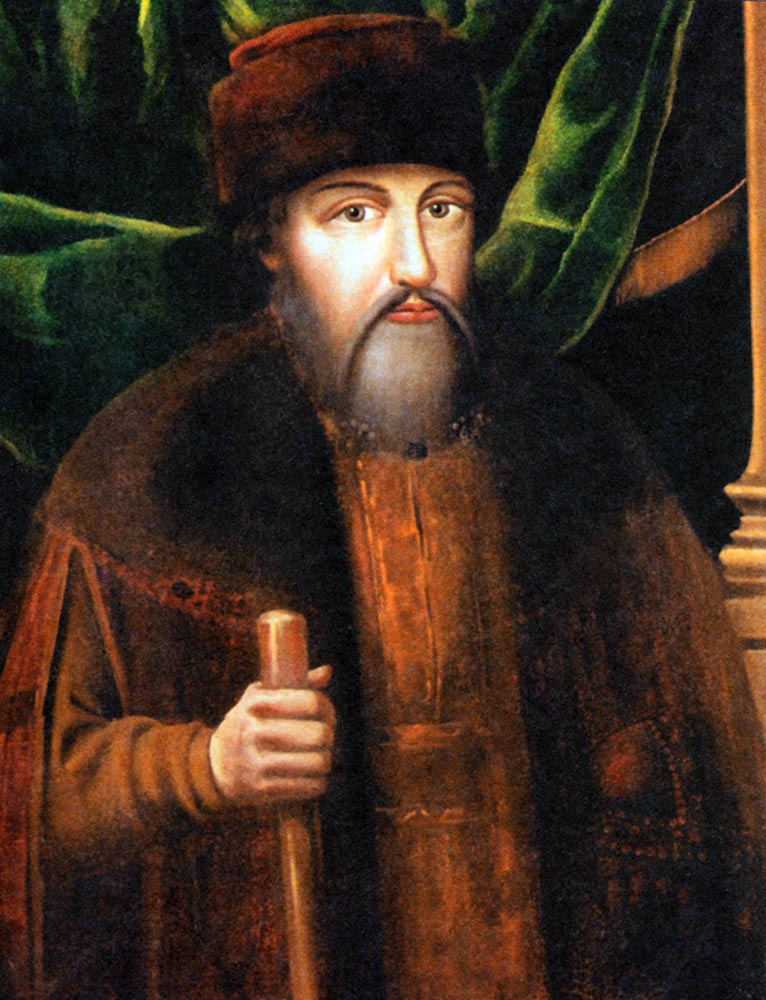
Портрет боярина Тихона Стрешнева, XVII в.

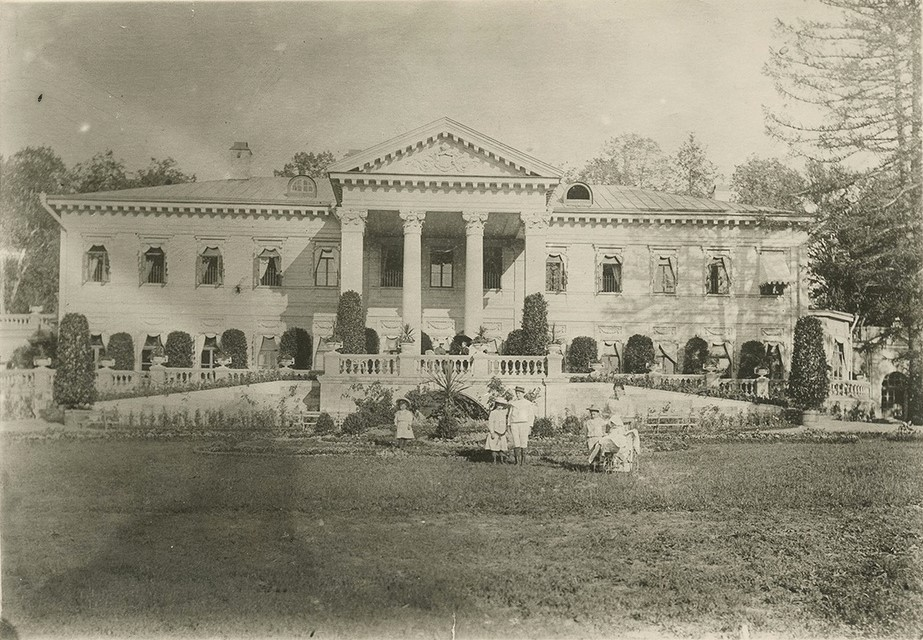
Усадьба Узкое. 1894-1900 года.

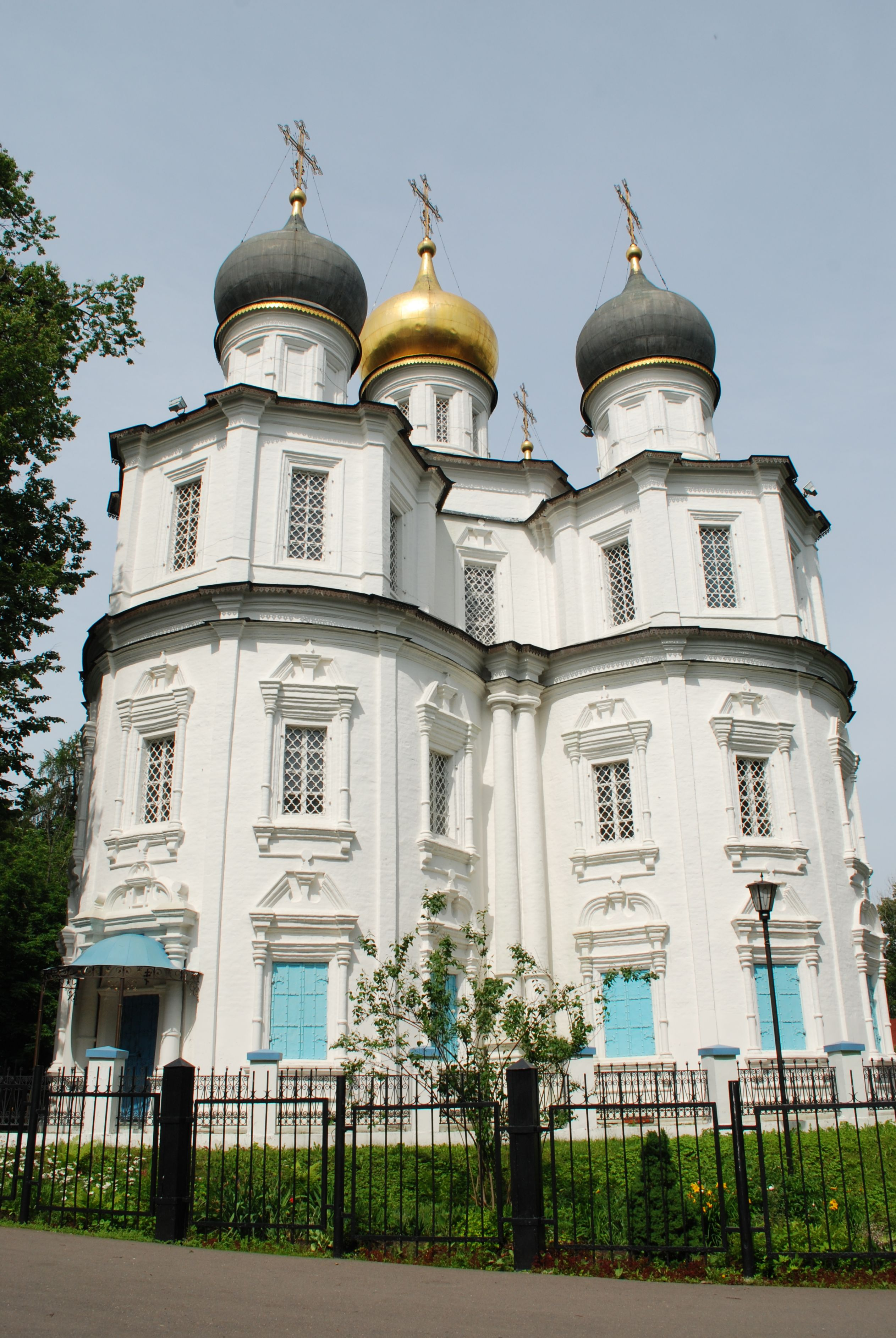
Казанская церковь, построенная Тихоном Стрешневым

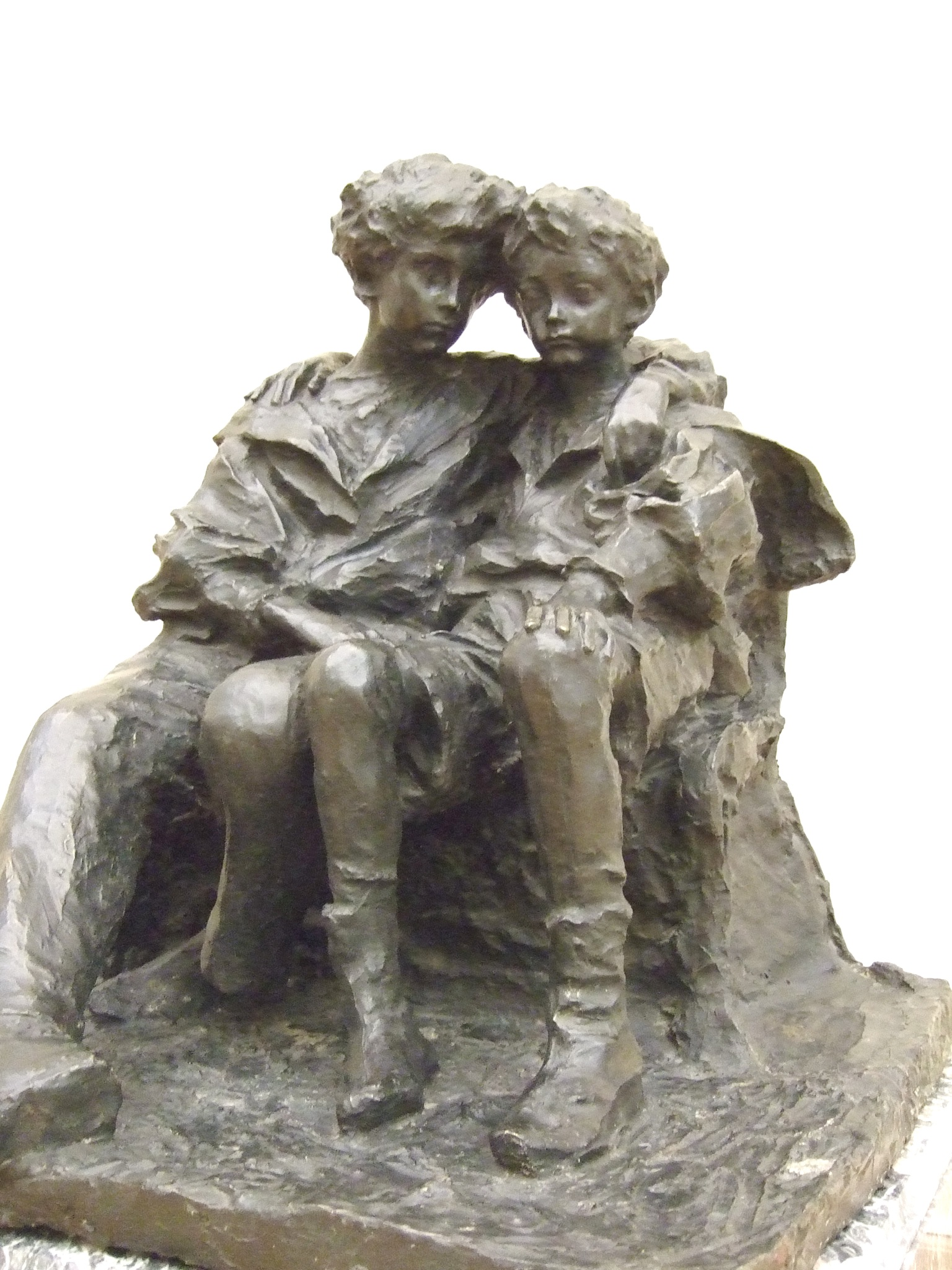
Скульптура Павла Трубецкого «Дети Трубецкие» (В. С. и Н. С. Трубецкие) до революции 1917 года украшала господский дом в Узком

В 1629 году Узкое, ставшее к этому времени вновь государственной собственностью, было куплено у Поместного приказа Максимом Стрешневым, двоюродным братом царицы Евдокии Лукьяновны, который сделал её своей вотчиной. Одновременно он выкупил некоторые соседние территории, бывшие ранее поместьями боярина Петра Неелова и князя Дмитрия Оболенского. На пустоши Узкой до 1641 года были сооружены первые деревянные постройки. Важнейшей частью ансамбля стала церковь Казанской иконы Божией Матери с приделом Николая Чудотворца. В 1640 и 1643 годах Максим Стрешнев увеличил территорию вотчины за счёт ряда окрестных участков. В 1657 году вотчину унаследовал его сын, Григорий Стрешнев, а в середине 1660-х годов она перешла к его брату, стольнику Якову Стрешневу, при котором Казанская церковь сгорела.
В 1692 году его внук, окольничий Дмитрий Стрешнев, нуждаясь в деньгах, продал Узкое представителю другой ветви этого рода, государственному деятелю Тихону Стрешневу.
Став владельцем имения, Тихон Стрешнев обустроил его и заказал строительство высокой пятиглавой каменной церкви Казанской иконы Божией Матери на территории Узкого (пустошь Борисовка). Уделяя внимание прибыльности своего хозяйства, он в 1702 году выселил часть крестьян Узкого к Старой Калужской дороге, на пустошь. Так образовалась деревня Нижние Тёплые Станы, жители которой обязаны были держать дворы для постоя проезжих людей.
По завещанию Тихона Стрешнева Узкое досталось его внучке Софье Стрешневой (170?—1739), которая в 1726 году вышла замуж за князя Бориса Голицына, впоследствии адмирала. При них в усадьбе существовал господский каменный дом, велось хозяйство, был регулярный парк и система террасных прудов. Их сын, генерал-майор и московский уездный предводитель дворянства князь Алексей Голицын в 1770-х годах реконструировал и заново обстроил усадьбу с сохранением уже имевшихся планировочных основ. Господский каменный дом был разобран, и на его месте выстроили большое деревянное здание, в своей основе сохранившееся до наших дней. Были сооружены новые хозяйственные и служебные постройки: большие оранжереи, кухонный флигель, кузница, конный двор, псарня, а также небольшое здание на берегу Круглого пруда.

### XIX век — 1917 год
В 1792 году усадьбу унаследовал генерал-майор, масон и карикатурист Егор Голицын, однако, как и отец, скончался он внезапно, в возрасте 38 лет. Он не был женат и не оставил потомства, поэтому наследовательницей Узкого стала его сестра, Мария Толстая, жена генерала от инфантерии графа Петра Толстого, который после её смерти в 1826 году унаследовал Узкое. При нём в усадьбе постоянно велись ремонтно-строительные работы, а оранжерейное хозяйство получило свое дальнейшее развитие.
Последние годы своей жизни Толстой проводил опять постоянно в Москве или в подмосковном своём имении Узком, имев позволение не приезжать в Петербург и заниматься страстно цветами — единственной вещью в мире, которую он не считал «плёвым делом».

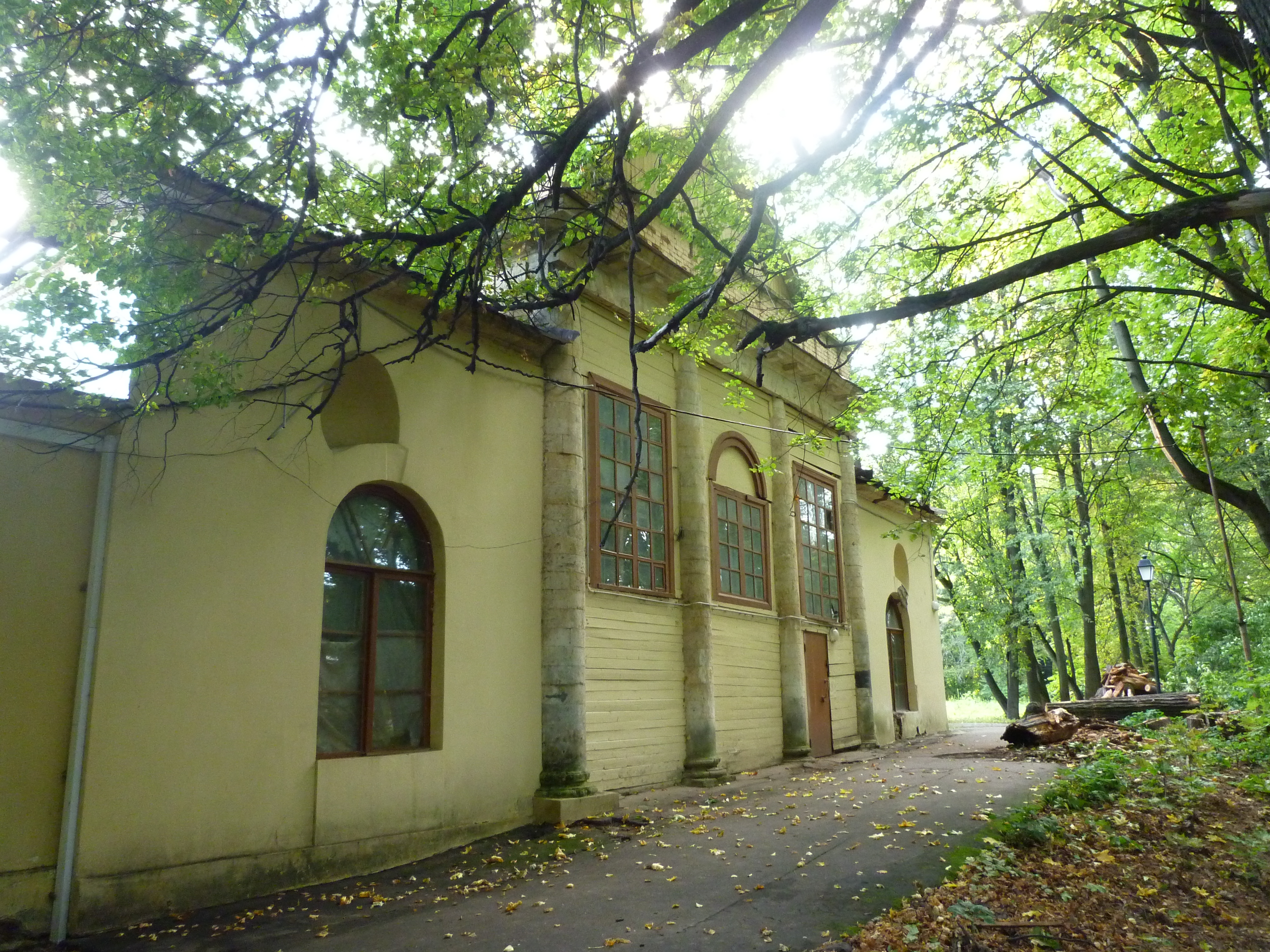
Северный фасад павильона Больших оранжерей

«Небесные ворота» усадьбы Узкое

На момент перехода усадьбы к сыну графа Владимиру (1805—1875) в усадьбе имелись вишнёвые и яблоневые сады, существовало хорошо развитое оранжерейное хозяйство, приносившее значительные доходы. В многочисленных оранжереях, теплицах и парниках выращивали экзотические для средней полосы России съедобные культуры. В усадебных прудах разводили рыбу. В 1860—1870-х годах оранжерейное хозяйство Узкого пришло в упадок.
В 1883 году вдова Владимира Толстого, С. В. Толстая передала Узкое своему племяннику и воспитаннику князю Петру Трубецкому, для семьи которого эта усадьба стала играть роль большой подмосковной дачи. При этом оранжерейное хозяйство продолжало приносить прибыль. Из имения Трубецкого, находившегося в Черноморской губернии, привозили грунтовые розы для акклиматизации и использования для украшения усадьбы и продажи. Для роз в Узком была построена специальная «Розановая» оранжерея. На рубеже 1880—1890-х годов в Узком было организовано полевое хозяйство для получения соломы и сена. Из конного завода в Казацком в усадьбу доставляли лошадей для объездки. В конце 1890-х годов Узкое считалось одной из наиболее прогрессивных и образцовых усадеб представителей московской буржуазии.
Частичной реконструкции подвергся дом и усадебный парк: старый дом был перестроен в неоклассическое здание архитектором Сергеем Родионовым, а дорога, соединявшая усадьбу и Калужское шоссе (ныне Профсоюзную улицу), была обсажена лиственницами. В 1889 году Трубецкой продал князю Георгию Львову 100 десятин земли при деревне Нижние Тёплые Станы. Позднее взамен он приобрёл имение Большое Голубино. К 1896—1897 годам площадь Узкого составляла уже 402 десятины.
Летом 1900 года по приглашению Сергея Трубецкого, брата Петра Трубецкого, в Узкое приехал философ и поэт Владимир Соловьёв. Здесь он тяжело заболел и 31 июля скончался в кабинете князя Петра Трубецкого на руках Сергея Трубецкого. Тело Соловьёва до похорон, состоявшихся 3 августа (на кладбище Новодевичьего монастыря), находилось в церкви Узкого.
Грандиозность личности религиозного философа и богослова, являющегося крупнейшим представителем русской христианской мысли, одного из самых выдающихся деятелей русской культуры XIX века, В. С. Соловьёва, сделало усадьбу Узкое сопоставимой с известнейшими мемориальными усадьбами России, придав ей общемировое значение.
После революции 1917 года почти все князья Трубецкие уехали в эмиграцию. Из семьи владельцев Узкого в советской России остался лишь Владимир Трубецкой, который был расстрелян в 1937 году. Та же участь постигла и его дочь Варвару.

## XX век. Санаторий Академии наук
В 1918 году на территории Узкого был организован совхоз Черёмушкинского группового управления совхозами при Московском комендантском управлении. В господском доме был устроен санаторий для ослабленных детей, просуществовавший всего два года (1919—1920).
В феврале 1922 года было принято решение об организации в основных усадебных постройках — главном доме и флигеле — санатория Центральной комиссии по улучшению быта учёных при Совнаркоме РСФСР (ЦЕКУБУ) (с 1931 г. Комиссия содействия учёным), а в 1937 году — академии наук СССР.
Усадьба до сих пор используется как санаторий для членов Академии наук. В разные годы здесь отдыхали и проходили лечение практически все крупнейшие учёные и деятели культуры, среди них:
- академики и члены-корреспонденты Академии наук: Д. Н. Анучин, Д. Д. Благой, М. М. Богословский, В. В. Виноградов, В. И. Вернадский, братья Н. И. и С. И. Вавиловы, С. П. Глазенап, Н. Д. Зелинский, И. А. Каблуков, Н. И. Кареев, Н. М. Кижнер, П. П. Лазарев, Н. Н. Лузин, В. А. Обручев, А. С. Предводителев, А. Н. Северцов, А. А. Сидоров, А. Е. Ферсман, А. Н. Филиппов, С. А. Чаплыгин, О. Ю. Шмидт;
- профессора: Б. З. Коленко, С. А. Котляревский, А. И. Косыгин и его сын академик Ю. А. Косыгин, А. Н. Реформатский, А. Н. Розанов, М. Н. Розанов, Б. И. Сыромятников, А. Б. Фохт, И. А. Ефремов, В. В. Тихомиров, В. К. Хорошко, А. С. Посников;
- художники и скульпторы: Н. А. Андреев, А. М. Васнецов, И. Я. Гинцбург, И. Э. Грабарь, И. Н. Жуков, А. И. Кравченко, С. Д. Милорадович, И. Н. Павлов, В. Д. Фалилеев, М. С. Сарьян;
- актёры и режиссёры: Н. А. Подгорный, О. Л. Книппер-Чехова, Н. А. Луначарская-Розенель, О. С. Соболевская, В. С. Соловьёва (Жилинская), А. А. Яблочкина;
- писатели и поэты: Г. В. Алексеев, В. В. Вересаев, С. Я. Елпатьевский, П. Н. Зайцев, Вс. В. Иванов, С. Я. Маршак, И. С. Рукавишников, Б. И. Пильняк, Н. Д. Телешов, И. П. Уткин, О. Е. Форш, Ю. М. Нагибин;
- композиторы и музыканты: А. Б. Гольденвейзер и Л. Л. Сабанеев, директор Московского народного хорового училища (бывшего Синодального) А. Д. Кастальский; а также краевед П. Н. Миллер, революционеры А. А. Брусилов, Н. А. Морозов, В. Н. Фигнер.

По аллеям Узкого гуляли Анастасия Цветаева и Корней Чуковский, иx увековечил в своих стихах Борис Пастернак, запасались здесь вдохновением Осип Мандельштам, Владимир Маяковский и Сергей Есенин. Бернард Шоу приезжал в Узкое специально для встречи с К. С. Станиславским.
Лев Ландау любил кататься здесь на лыжах, а Андрей Колмогоров предпочитал плавать в местных прудах.
В 1970-е годы в селе рядом с усадьбой ещё селились дачники, но с этого времени новые кварталы стали постепенно окружать территорию Узкого. Сначала был построен жилой массив Тёплый Стан, затем Ясенево. В 1980-е годы был построен микрорайон Узкое (ныне входит в состав района Коньково), а на участках, изъятых у санатория в 1970—1980-х годах, были построены здания Палеонтологического института Академии наук и Палеонтологического музея имени Ю. А. Орлова, гостиницы Академии наук «Узкое» и Центральной клинической больницы Академии наук. В 1980-е годы было снесено село Узкое, через его небольшую часть прошла трасса Севастопольского проспекта.

## XXI век
В 2016 году в результате реорганизации санаторий вошёл в состав Федерального научно-клинического центра реаниматологии и реабилитологии (ФГБНУ ФНКЦ РР) в качестве самостоятельного подразделения «Санаторий „Узкое“ ФНКЦ РР» с сохранением профиля оказываемых санаторно-курортных услуг.
15 мая 2018 года на территории санатория «Узкое» прошла торжественная церемония закладки «Аллеи славы ветеранов», приуроченная к празднованию 73-й годовщины Победы в Великой Отечественной войне, и было высажено 30 туй. В дальнейшем здесь планируется установка памятного знака военным медикам, трудившимся в госпитале, развёрнутом на базе санатория в 1941 году, и воинам — защитникам Москвы.
19 мая 2018 года санаторий впервые присоединился к ежегодной международной акции «Ночь музеев»: состоялись обзорные экскурсии, посвящённые истории усадьбы «Узкое».
В планах руководства «Узкого» — сделать на территории санатория городской парк, открытый для всех.
10 февраля 2020 года в санатории «Узкое» открылся мемориальный номер, посвящённый пребыванию в нём поэта Бориса Пастернака.
В июне 2024 года объявлено о начале реставрации главного усадебного дома.

## Архитектура и достопримечательности

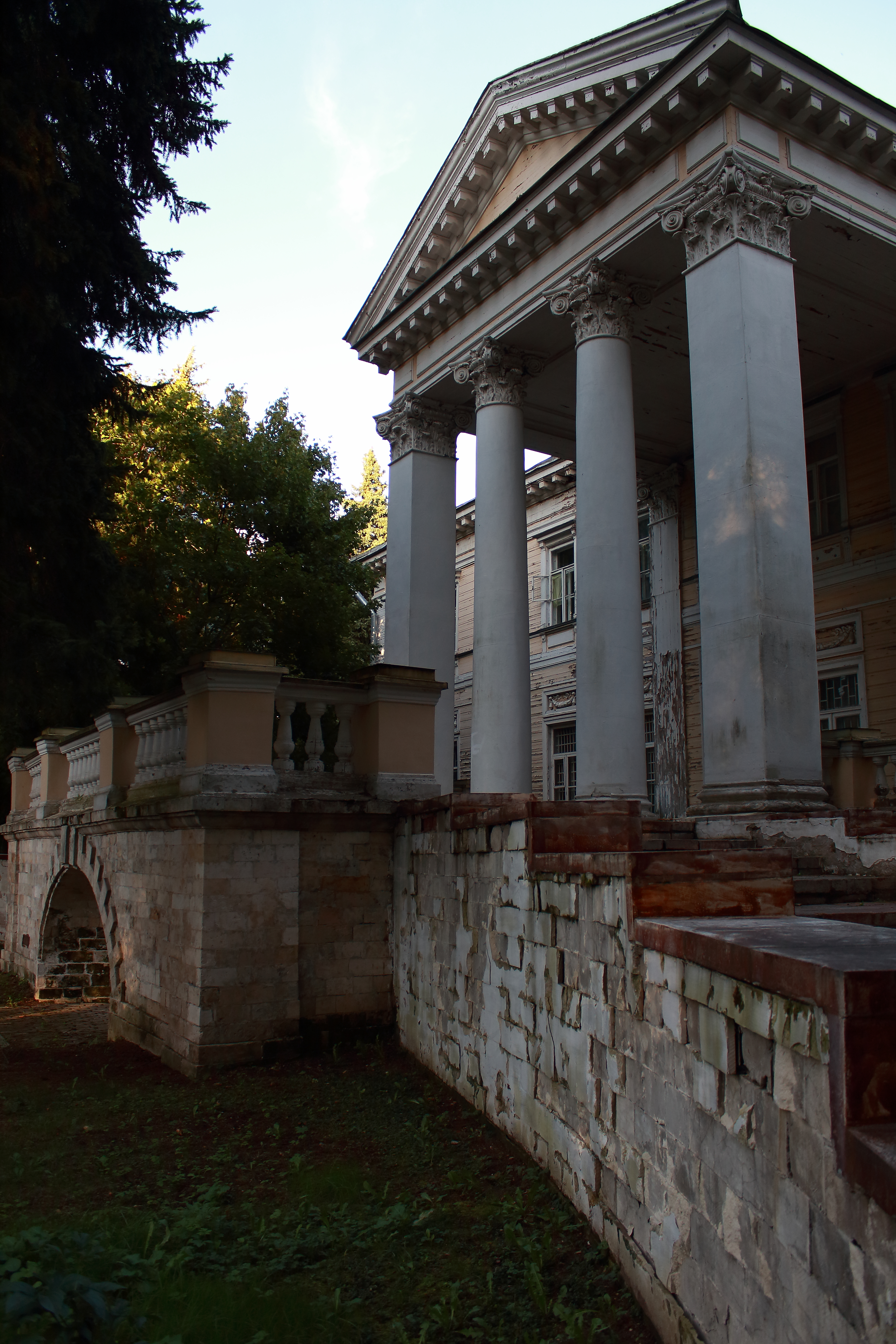
Главный усадебный дом

Господский дом и флигели (Профсоюзная ул., 123 А, стр. 15)

В настоящее время дом является главным корпусом санатория и расположен на краю Тютчевской аллеи (ранее — северная подъездная аллея). Дом состоит из трёх двухэтажных корпусов, соединённых более узкими галереями той же высоты. Центральное здание ансамбля, изначально построенное в 1780-е годы, дошло до наших дней перестроенным через столетие в эклектичных формах классицизма. К портику парадного входа ведут две широкие лестницы-пандусы, заменившие в конце XIX века спуск в партер. Вдоль западного фасада идёт белокаменная галерея с балюстрадой. Изображений или первоначальных чертежей ансамбля не сохранилось. В начале 1930-х годов помещения второго этажа были частично перепланированы, а фронтон портика лишился герба Трубецких.

Художественное собрание

Уникально художественное собрание санатория «Узкое», сохранившееся до наших дней: мебель, часы, жирандоли, каминные экраны с вышивкой ручной работы, картины XVII—XX веков. 

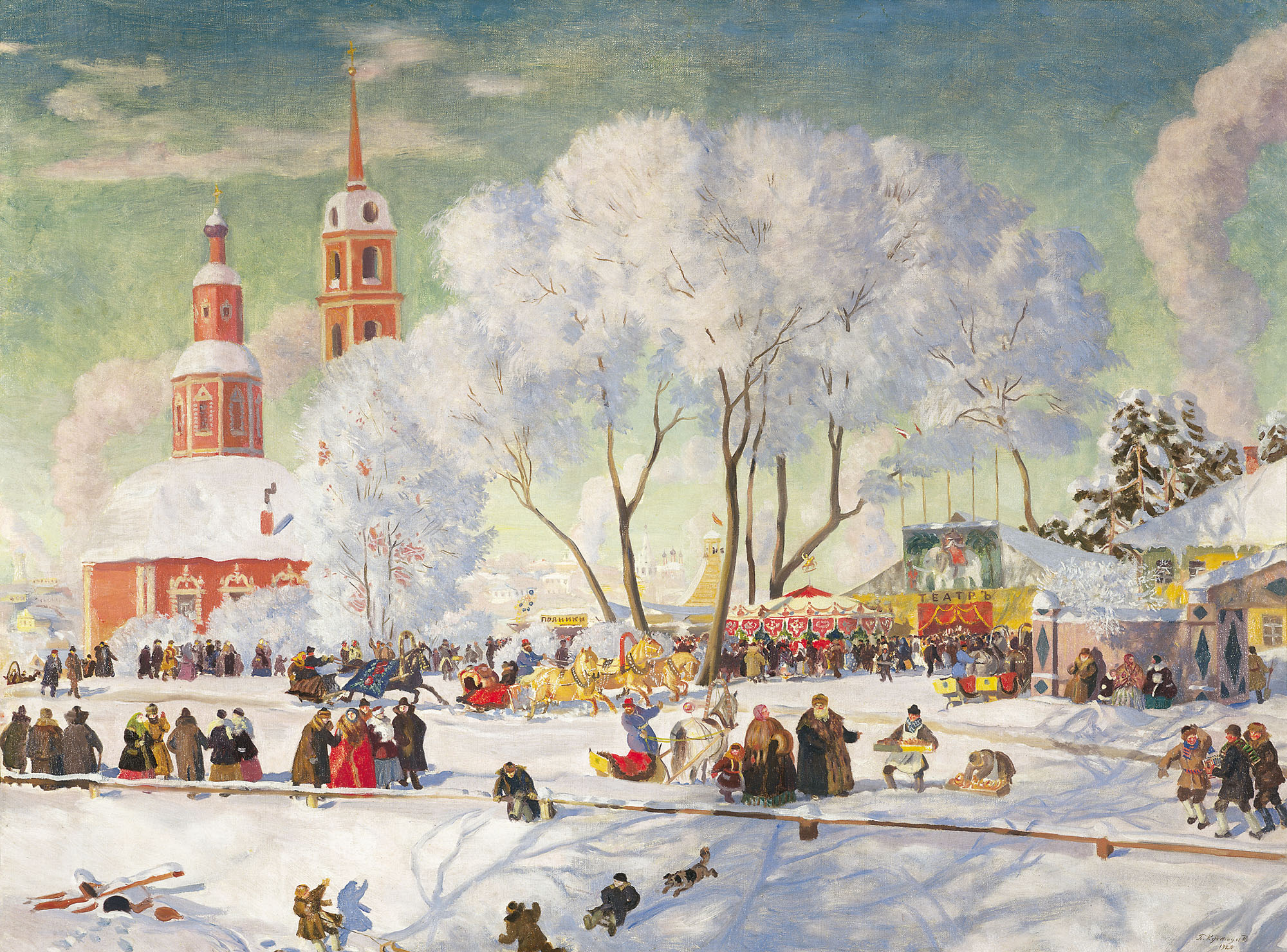
Б. М. Кустодиев. «Масленица». 1920. Из собрания санатория «Узкое»

 Уцелела часть подлинной обстановки дореволюционных времен: предметы мебели, несколько живописных работ («Пейзаж с замком» работы неизвестного художника I половины XIX века и «Девушка у ручья» А. Риделя, 1868), около тысячи томов библиотеки.
В 1945 году стены главного корпуса украсили трофейные полотна западноевропейских мастеров XVII—XIX веков (Микеле Рокка «Венера и Амур», Абрахам ван Дипенбек «Давид и Авигея», Христиан Дитрих «Общество в парке» (1738, две картины с одинаковыми названиями), Августин Тервестен-младший «Искусство под руководством Мудрости изображает Красоту» (1689), Людвиг Фогель «Итальянские пифферари» (1850), Карл Людвиг «Римская военная дорога в Альпах» (1890) и другие), а в 1948 году художественное собрание пополнилось за счёт большой коллекции живописи, скульптуры, предметов интерьера, принадлежавших народовольцу, почётному академику Николаю Александровичу Морозову. Часть коллекции была собрана ещё его отцом, П. Е. Щепочкиным. 
Художественная коллекция Узкого пополнялась и за счёт картин, подаренных санаторию представителями художественной интеллигенции, отдыхавшей в Узком. Собрание живописных произведений отечественных художников XVII—XX веков сегодня включает работы И. А. Айвазовского, Л. С. Бакста, В. Л. Боровиковского, Б. М. Кустодиева, В. К. Бялыницкого-Бирюли, А. Я. Головина, И. Э. Грабаря, Г. И. Чороса-Гуркина, Н. К. Рериха, М. В. Рундальцова, А. А. Рылова и других.
Парк

Господский дом и флигели окружены парком, включающим в себя регулярную и пейзажную части (Марьина и Михалкова рощи). С 1960 года парк является памятником садово-паркового искусства. Территория санатория «Узкое» находится на особо охраняемой природной территории «Природно-исторический парк Битцевский лес».

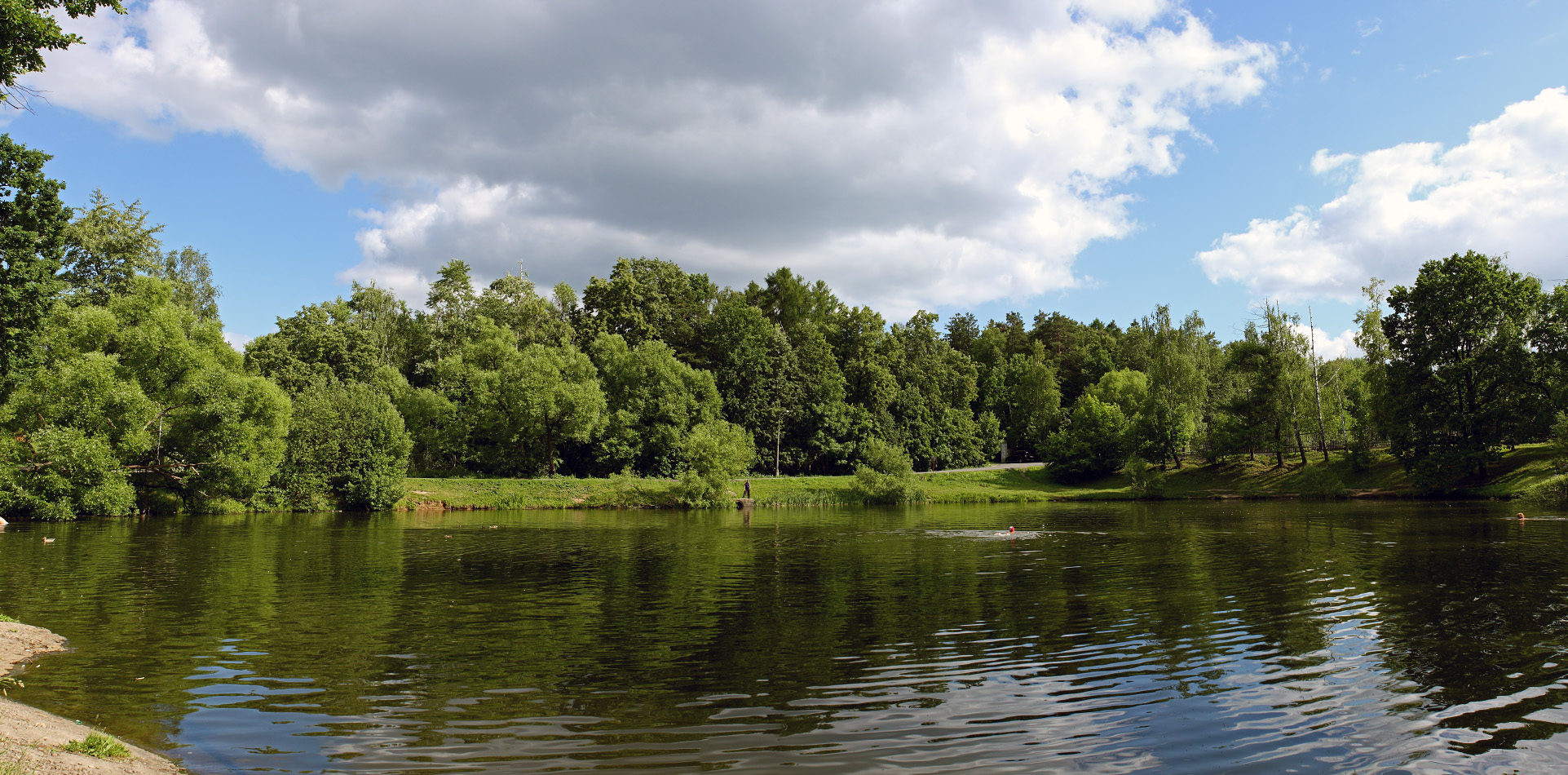
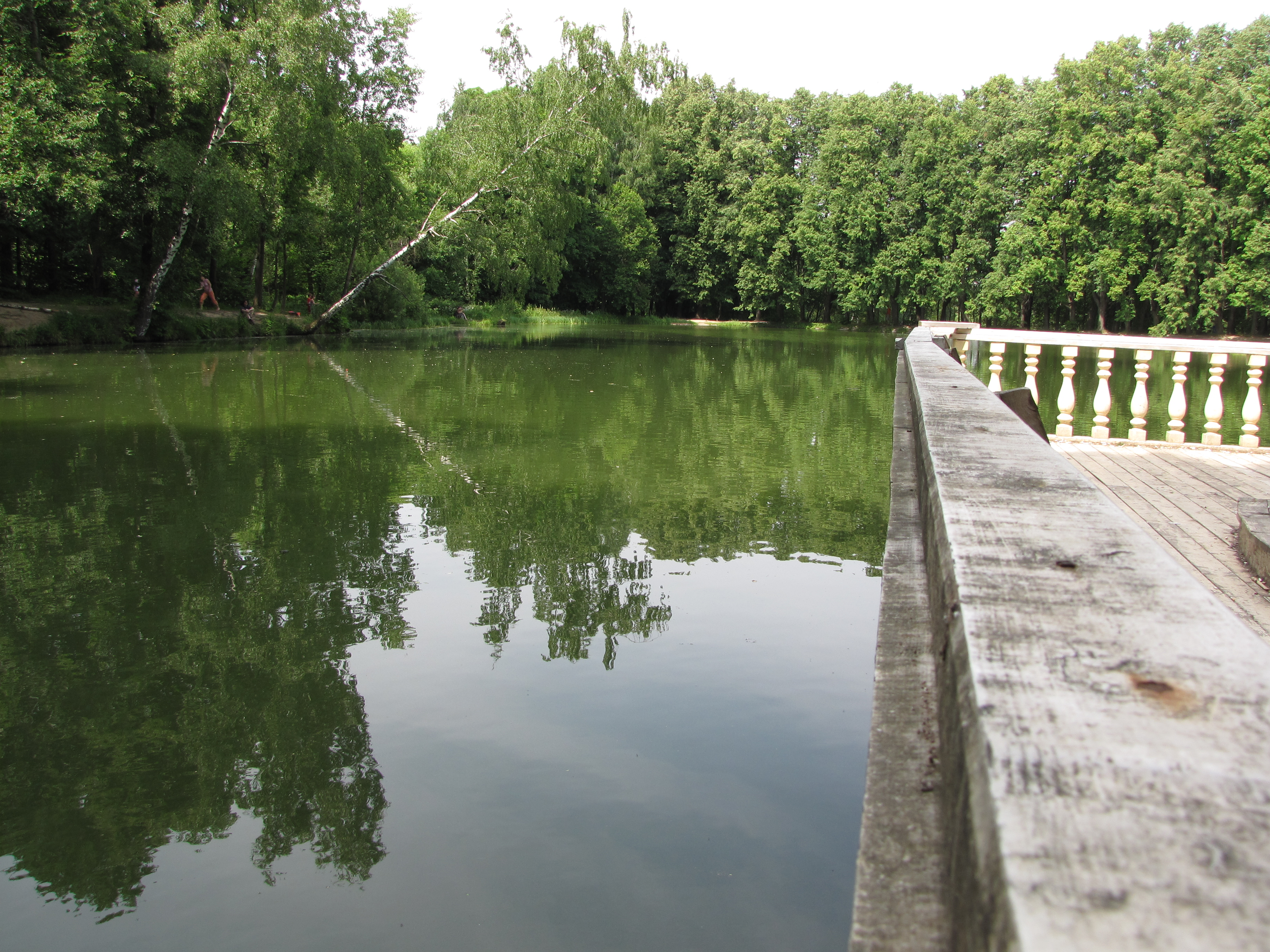
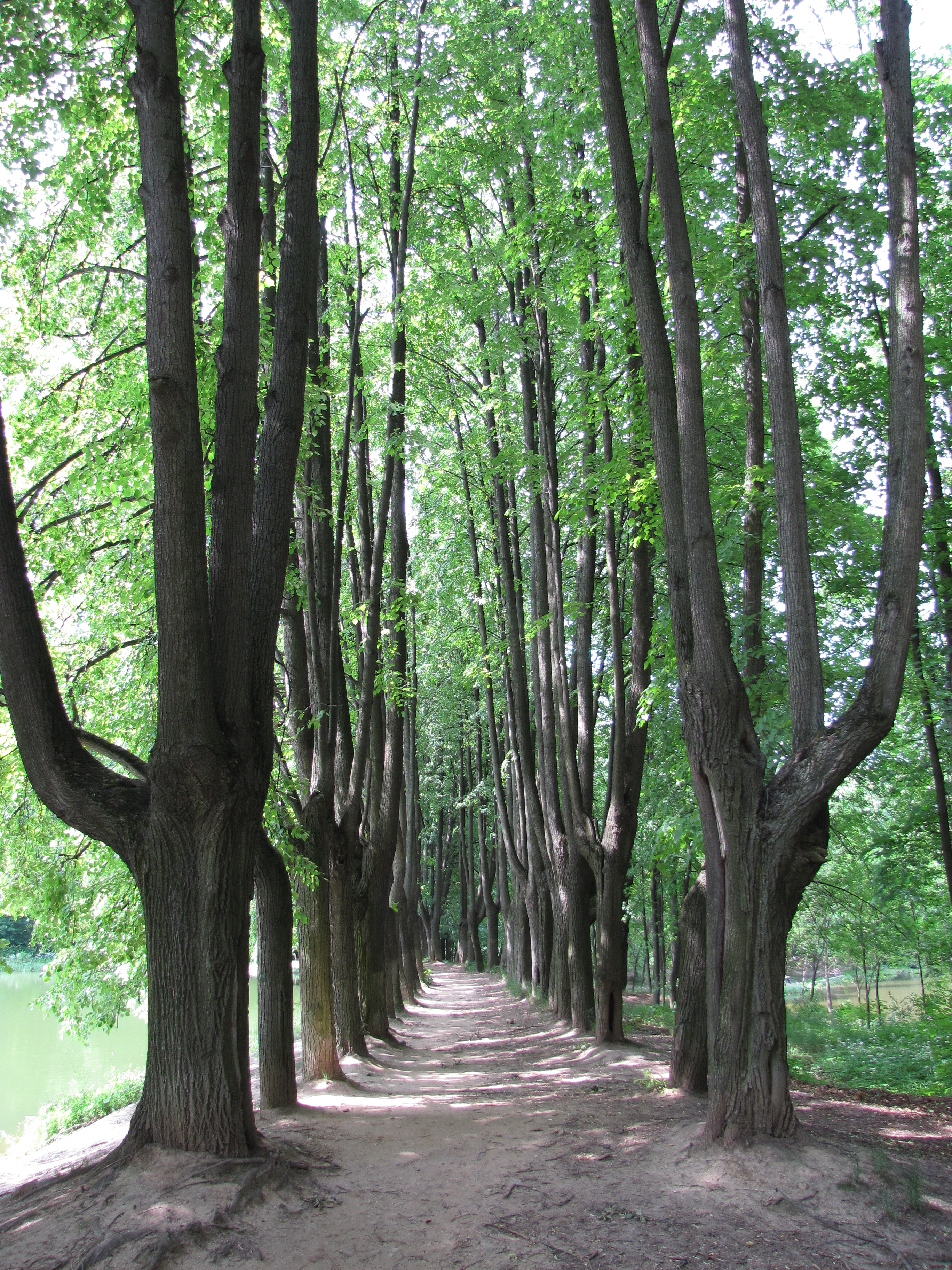
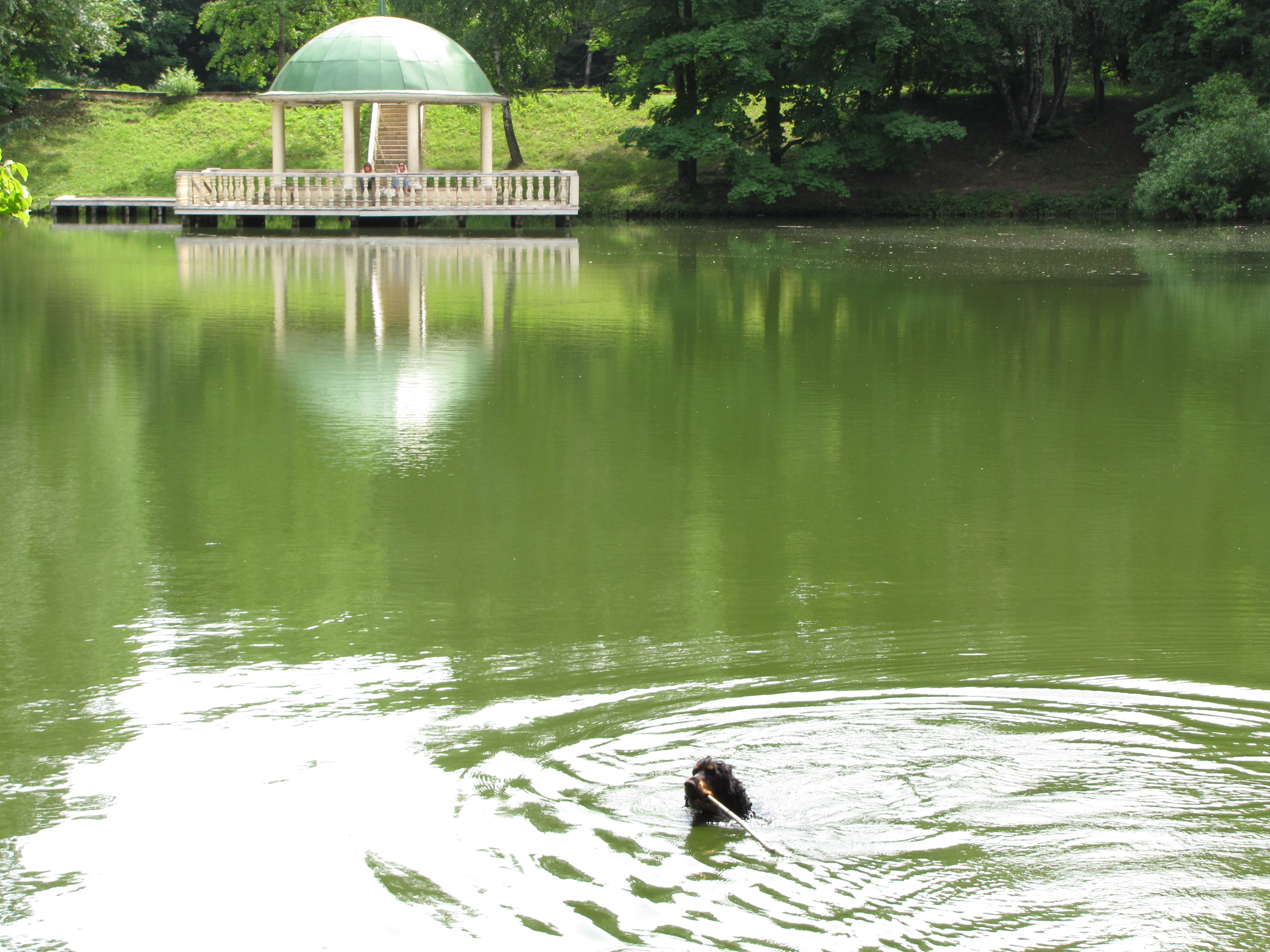
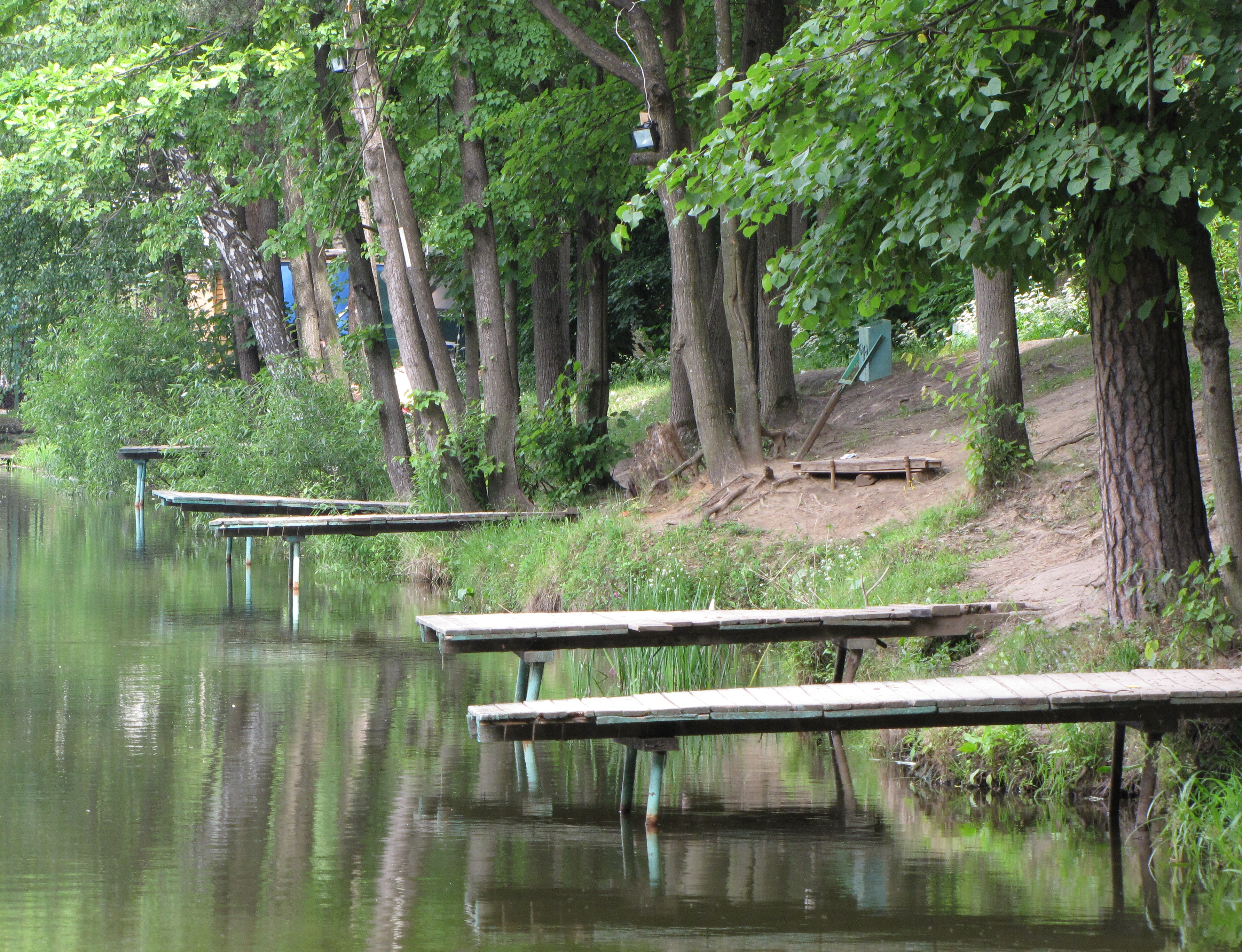
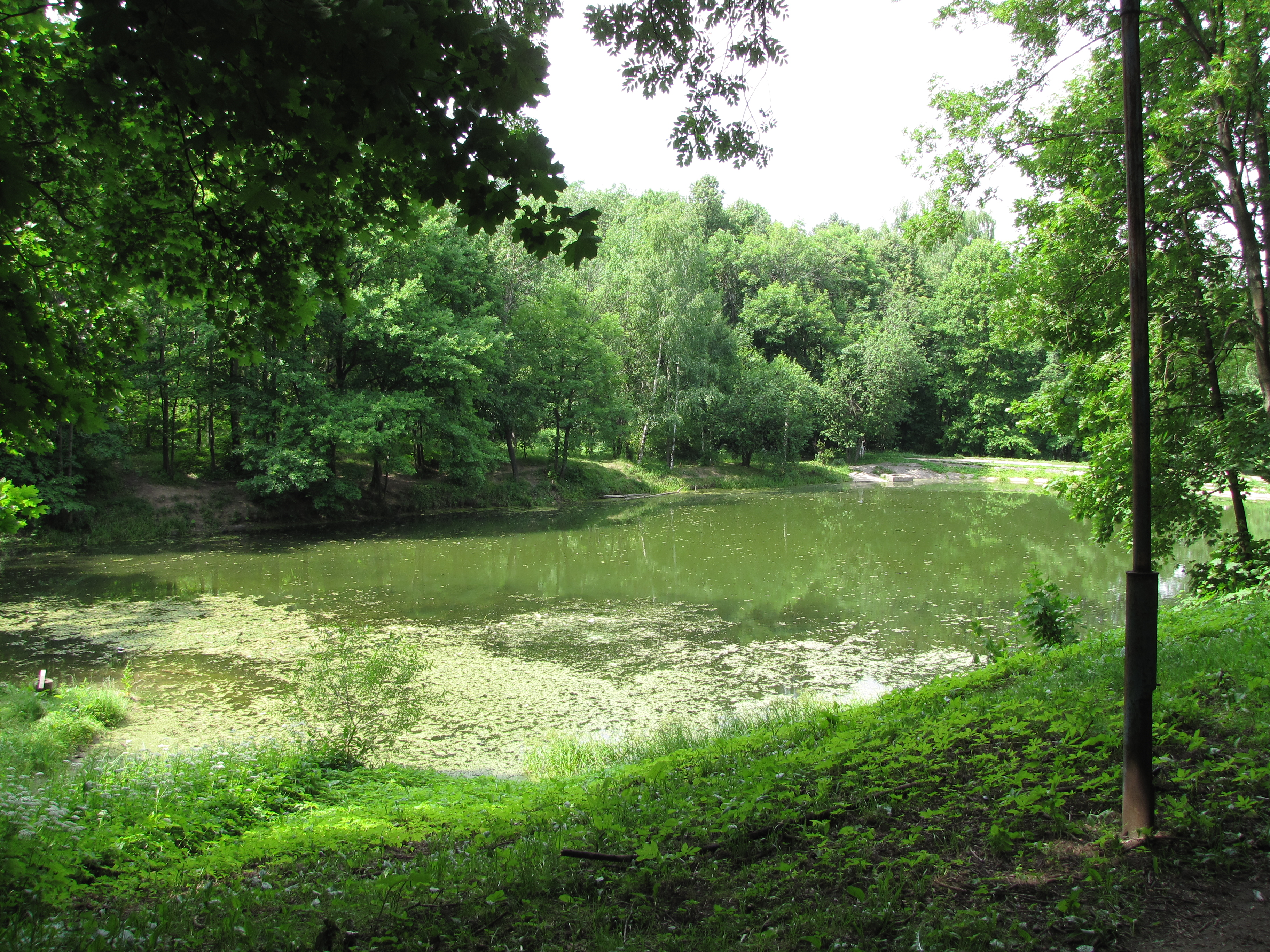

Храм Казанской иконы Божией Матери (Профсоюзная ул., 123 Б)

Храм Казанской Иконы Божией Матери в Узком

Точная дата закладки церкви не известна. Предположительно, это событие совпало с выделением Т. Н. Стрешневым, купившим Узкое в 1693 году, участка пашни для церковного причта на пустоши Борисовка. К 1696 году церковь была подведена под крышу, так как царский жалованный иконописный грек Николай Соломонович Вургаров писал иконы для её правого придела — Иоанна Предтечи. Все работы были завершены в 1697 году.
Пятиглавая церковь с оригинальным четырёхлепестковым планом уникальна для русской архитектуры. Все её пять глав-башен — одинаковой высоты, в одной из них (над входом) устроена колокольня.
28 апреля 1922 году все серебряные вещи из церкви были изъяты в фонд помощи голодающим. В 1930 году храм был закрыт, его последний настоятель Д. И. Соколов был сослан в Сибирь, иконостасы XVII века были уничтожены, иконы сожжены, а колокола сброшены.
В начале 1950-х годов Фундаментальная библиотека по общественным наукам АН СССР (ИНИОН) перевезла сюда часть своих фондов, среди которых находились архивы и книги репрессированных писателей, памятники церковно-богослужебной литературы, библиотеки и архивы, вывезенные в конце войны из Германии в качестве трофеев (книги из Валленродтского книжного собрания XVI—XVII веков, Готской библиотеки и др.).
Во второй половине 1970-х годов церковь была косметически отреставрирована Всесоюзным реставрационным комбинатом, в результате чего главы получили по проекту архитектора С. С. Кравченко луковичные купола — предыдущие купола конца XVIII века были другими, более вытянутыми вверх, и лучше гармонировали с пропорциями храма.
2 августа 1990 году здание было передано Русской православной церкви, храм был освящён в праздник Пасхи 22 апреля 1992 года, после вывоза книг в ИНИОН.
В апреле 2015 года приход храма был оштрафован на 100 тысяч рублей за проведение работ по возведению двухэтажного здания на территории объекта культурного наследия федерального значения без разрешительной и проектной документации.
В конце сентября 2022 года Территориальным управлением Федерального агентства по управлению государственным имуществом в г. Москве храм был передан Русской Православной Церкви.
Некрополь

Левее входа в церковь частично уцелело кладбище, на котором с середины XVII века хоронили жителей Узкого и деревни Нижние Тёплые Станы. Могилы владельцев усадьбы появились здесь при князьях Трубецких (не сохранились). Не сохранились до наших дней и могилы местных настоятелей, а также памятник на могиле одного из первых руководителей санатория «Узкое» К. А. Константиновича (1869—1924). На кладбище находятся два захоронения периода ВОВ: командира роты 693-го отдельного сапёрного батальона 24-й армии Московской зоны обороны Северо-Западного фронта лейтенанта Д. Я. Черныха и сапёров И. Я. Тимохина и С. Д. Катунина, подорвавшихся при разминировании территории Узкого.
Большие оранжереи (Профсоюзная ул., 123 А, стр. 16)

Юго-восточнее господского дома расположен комплекс Больших оранжерей, являющихся самой известной постройкой усадебного парка и в то же время — один из самых ранних оранжерейных комплексов в Москве и Подмосковье, сохранившихся до наших дней. Стилистические особенности построек позволяют связать их сооружение с 1770-ми годами, временем владения Узким князем Алексеем Борисовичем Голицыным, при котором в усадьбе существовало оранжерейное хозяйство, приносившее доход.

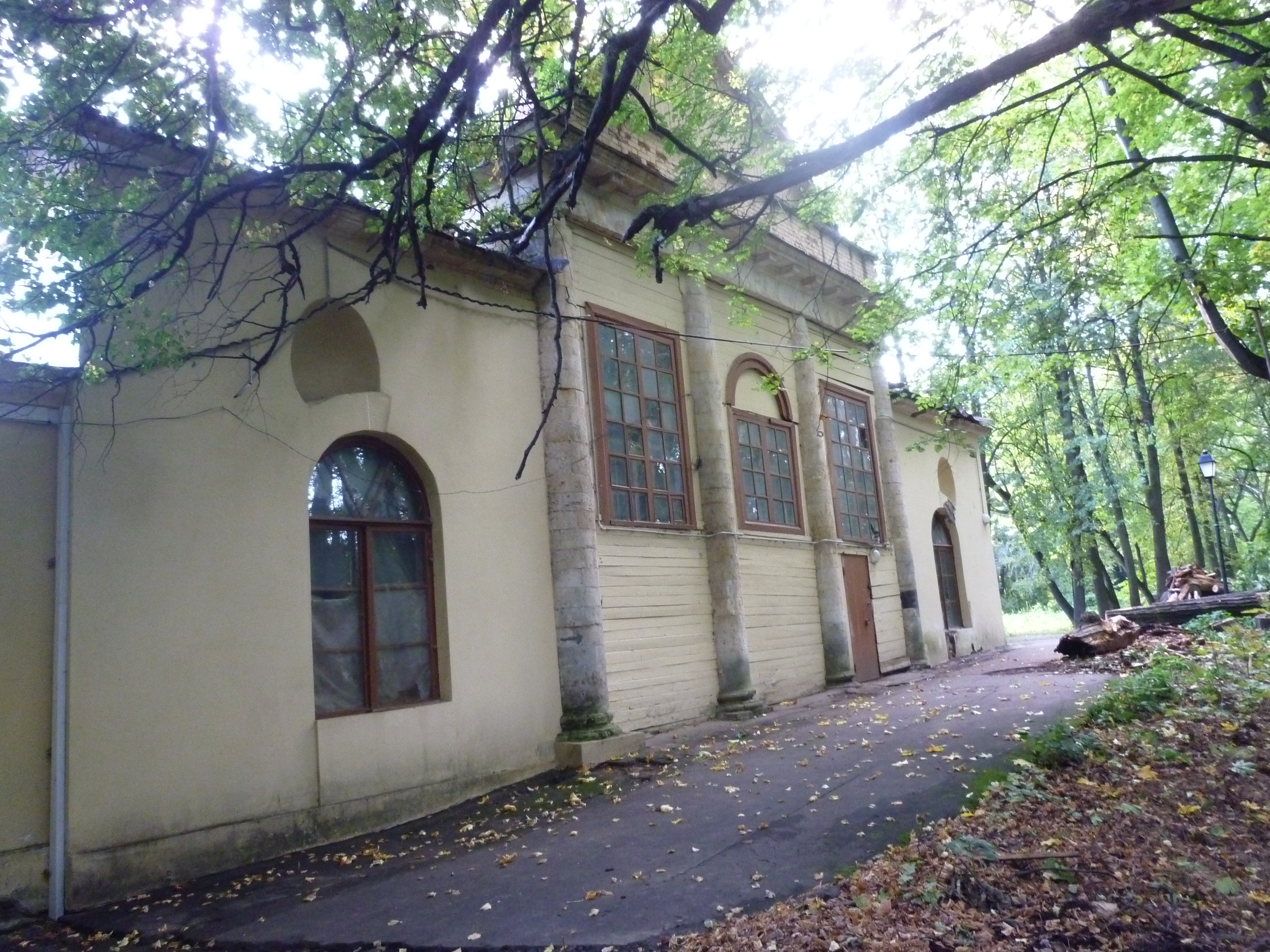
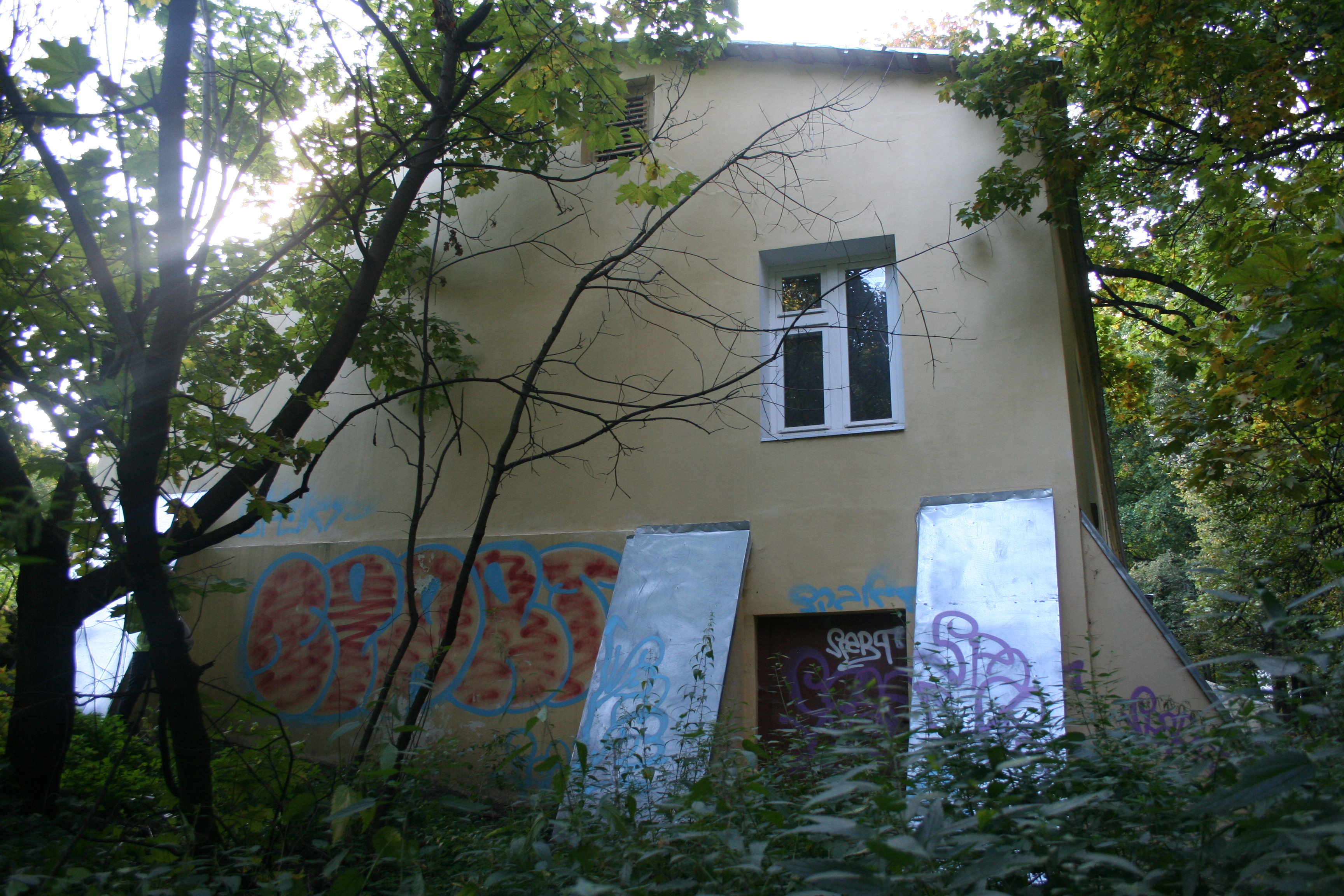
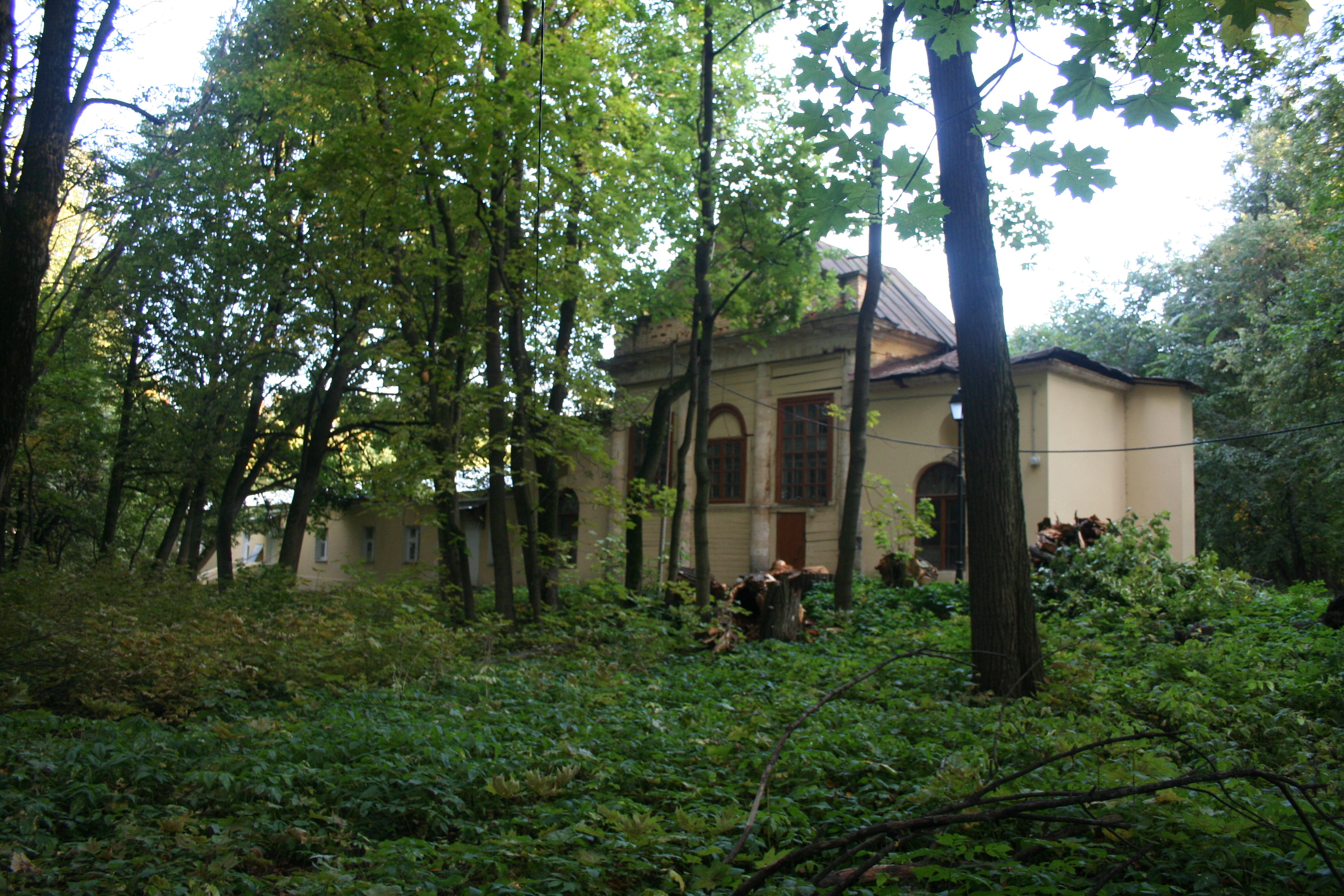
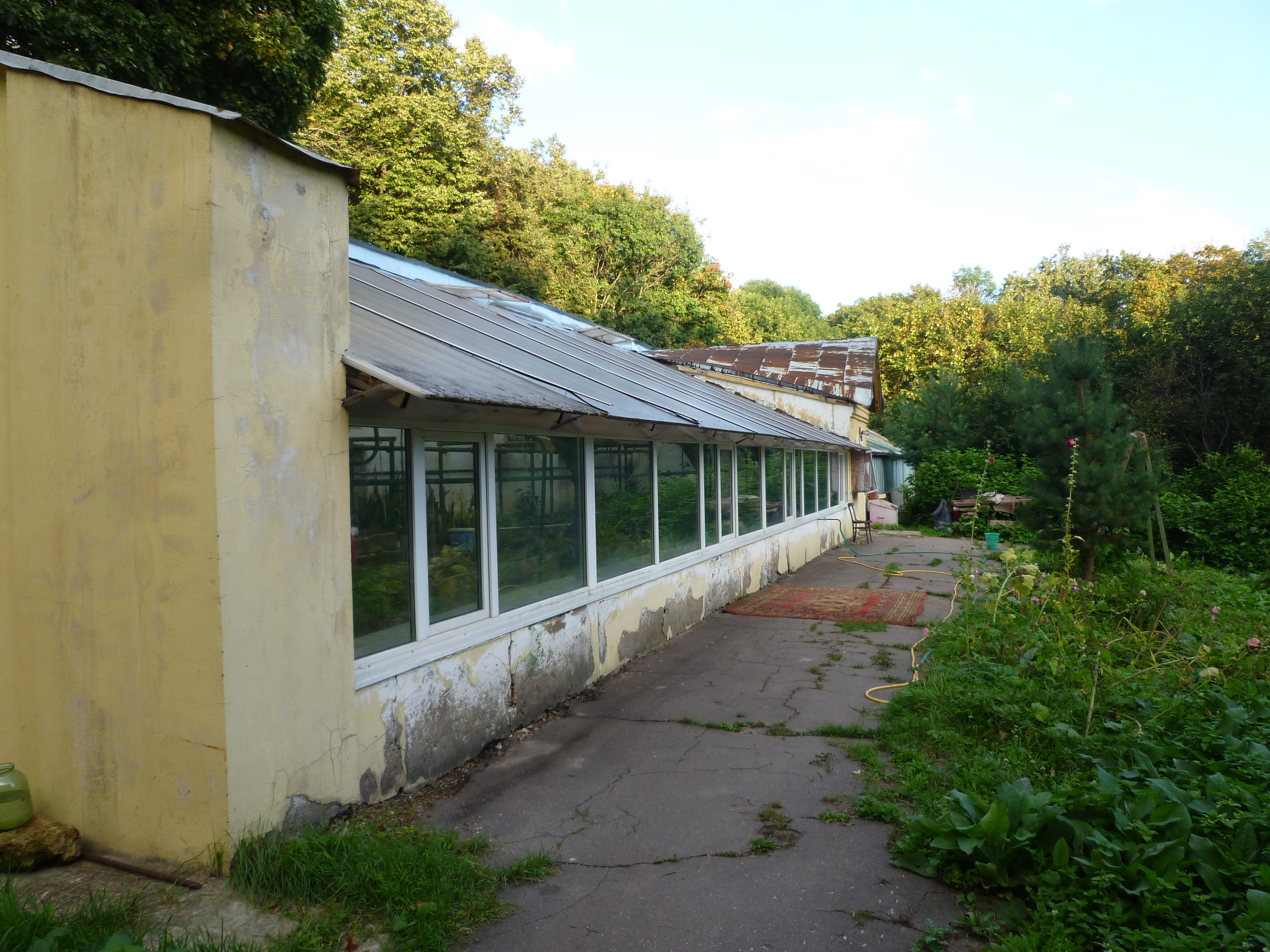
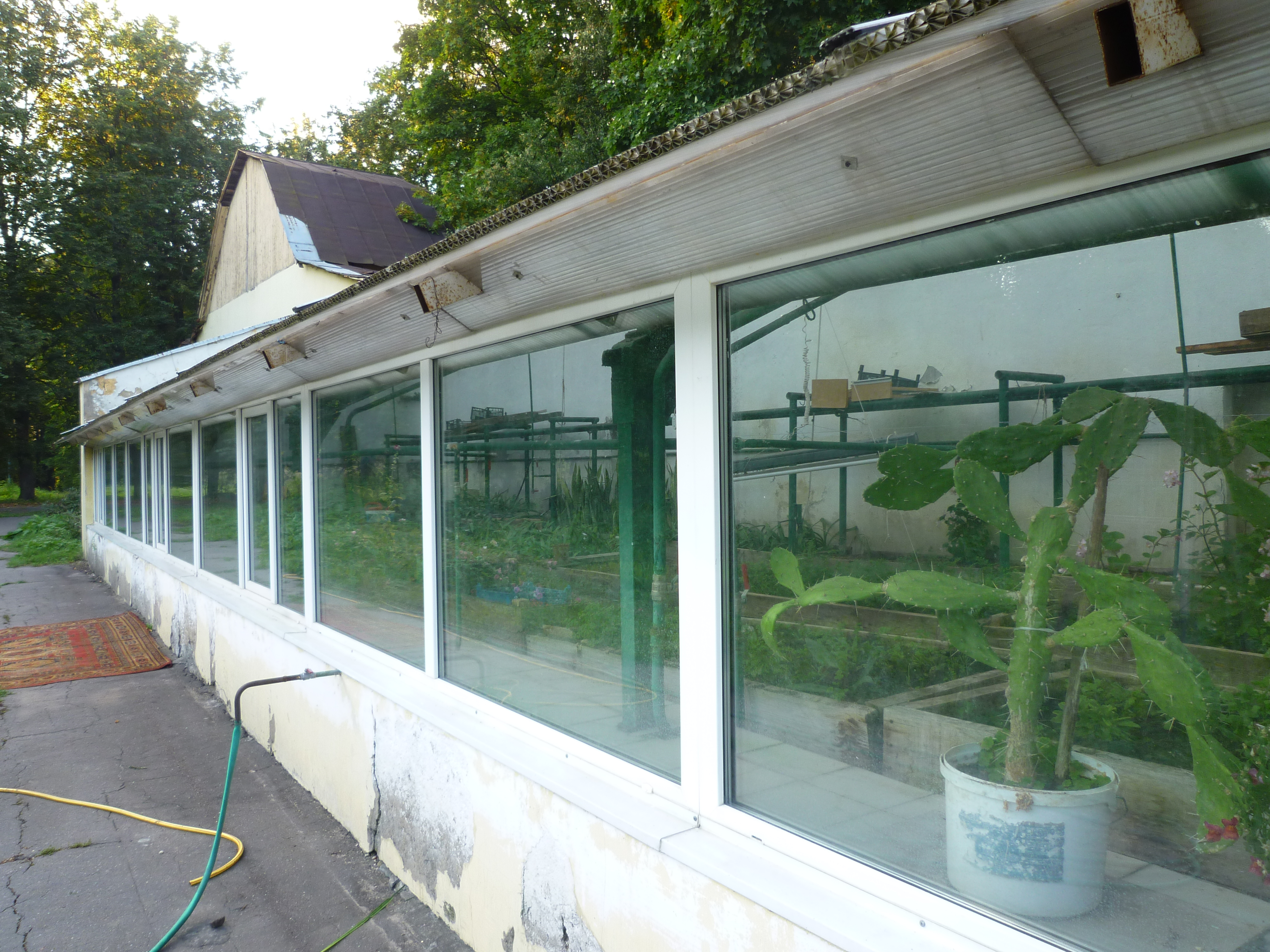

Конный двор (Профсоюзная ул., 123 А, стр. 7)

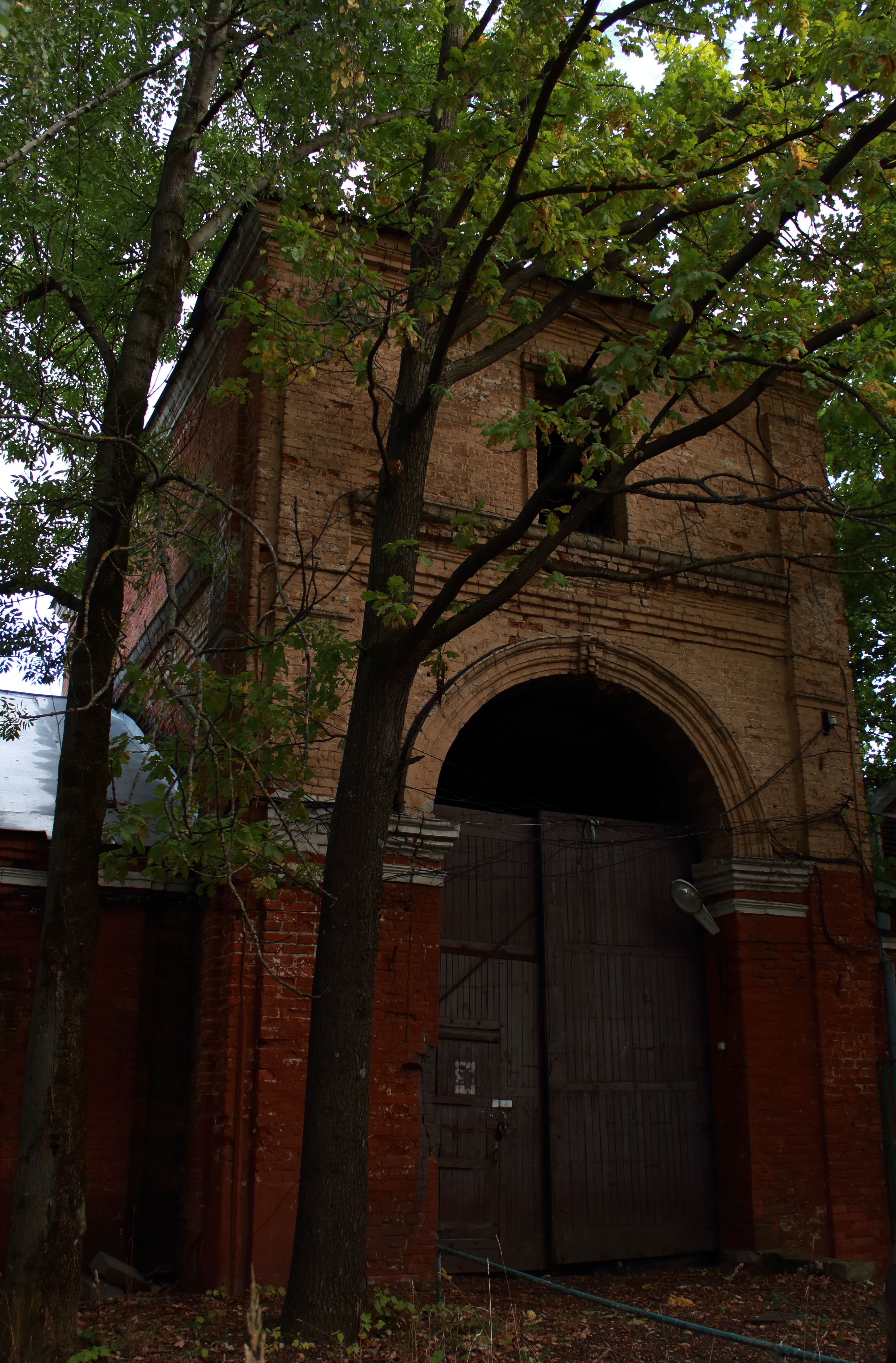
Башня конного двора

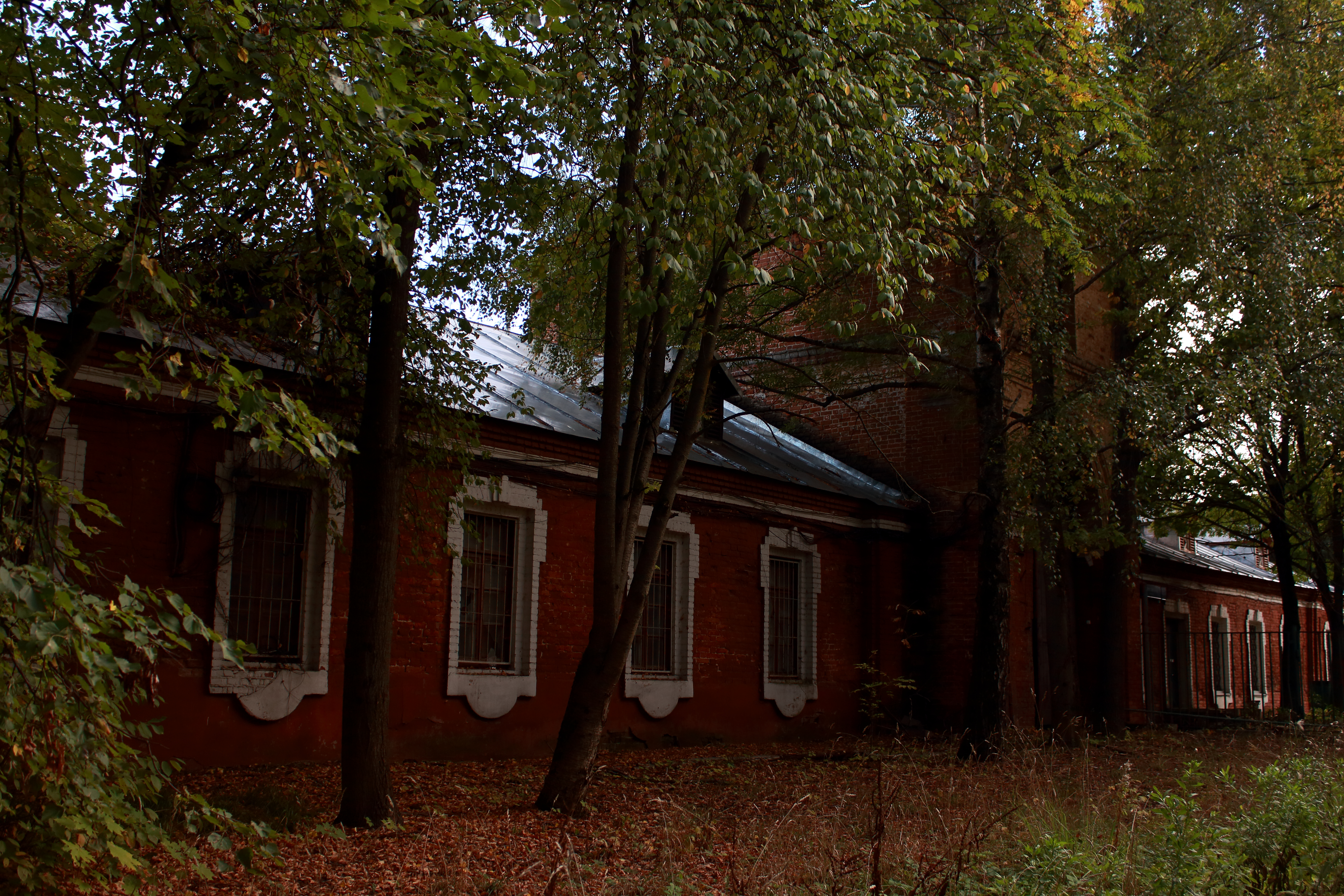
Конный двор усадьбы

Этот редкий образец мемориально-триумфальной архитектуры связан с именем Алексея Борисовича Голицына. Его стилистические особенности позволяют отнести постройку к 1770-м годам. Наиболее торжественно решён западный фасад, ориентированный вдоль подъезда к усадьбе с севера. Его центр с севера акцентирует суровая двухэтажная башня, в нижнем ярусе которой устроена высокая арка для проезда карет. Арка открывала парадный въезд в просторный внутренний двор, куда выходит аркада на столбах (в настоящее время заложена кирпичом). Эффект здания усиливали белокаменные контрфорсы, поставленные по краям здания (контрфорс южного угла двора снесён в 1996 году). Окна на фасадах здания декорированы барочными наличниками с замковыми камнями. При Трубецких конный двор использовался как коровник, так как в усадьбе был выстроен новый конный двор (не сохранился).
В 1950-е годы здание делили между собой гараж и сельпо. В 2000-е годы здесь размещался фитоцентр «Прасковья» и конюшня.
Кузница (Профсоюзная ул., 123 А, стр. без номера)

Служительский флигель (Профсоюзная ул., 123 А, стр. 12)

Службы (Профсоюзная ул., 123 А, стр. 13)

«Кошкин дом» (Профсоюзная ул., 123 А, стр. 14)

«Небесные ворота»

«Северные ворота»

«Южные ворота»

«Дорога в небо»

Большой каскад

Малый каскад

Круглый пруд

Памятник жителям Узкого, погибшим в 1941—1945 годах

Посёлок при усадьбе

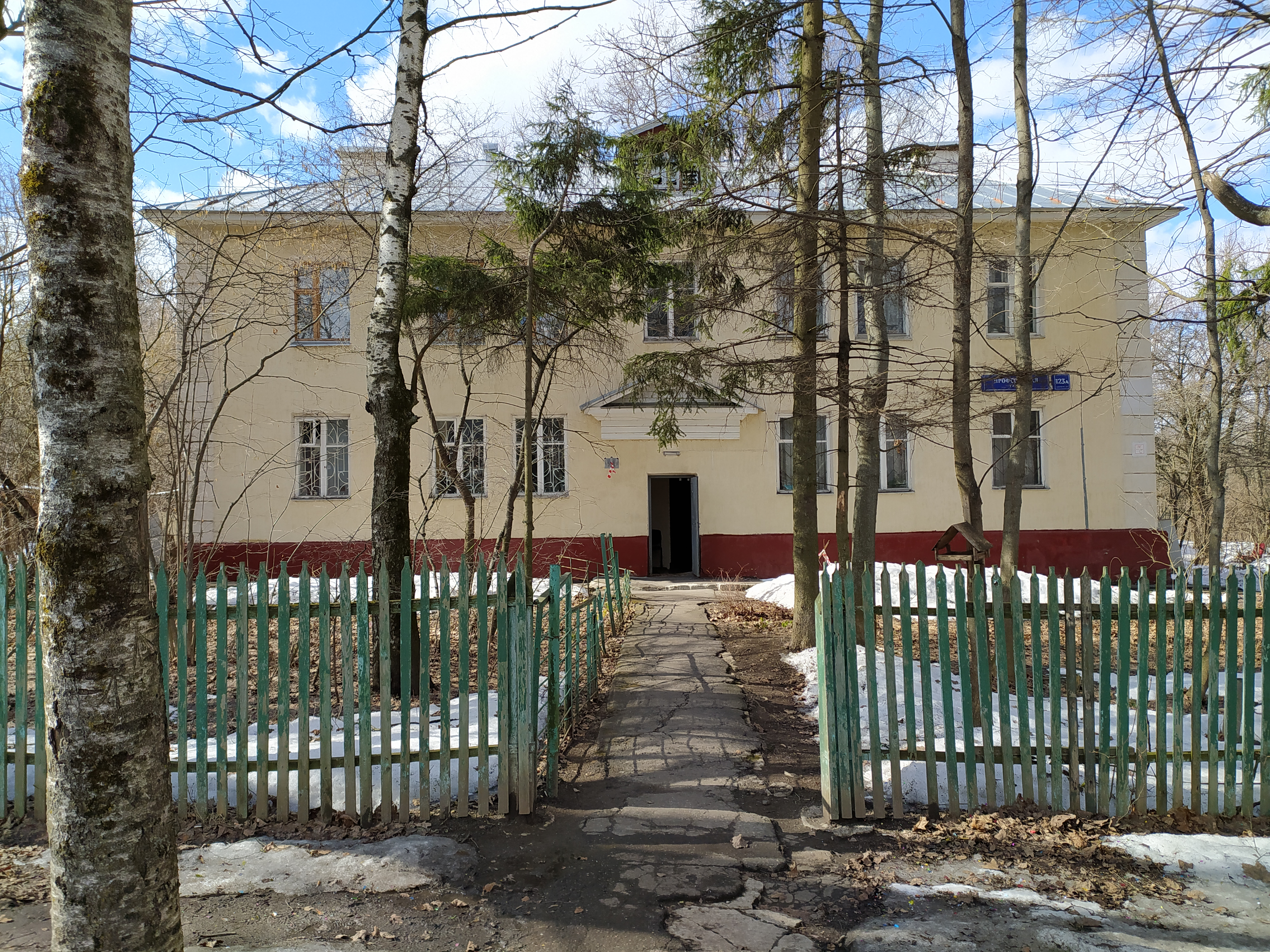
Один из типовых жилых домов посёлка при санатории — ул. Профсоюзная, 123а, корпус 25

Рядом с господским домом сохранились жилые строения XIX века. Также в посёлке в XX веке были построены двухэтажные деревянные (в 1920-е годы), а затем и кирпичные дома для обслуживающего персонала санатория. В 2019 году эти дома были включены в программу Реновации и в 2024 году снесены группой «ПИК», среди прочих был уничтожен и дом 1929 года постройки, за который боролись горожане: Департамент культурного наследия Москвы начал рассмотрение обращения с призывом присвоить деревянному дому статус объекта культурного наследия и превратить его в музей.

## Транспорт
До санатория Академии наук ходит автобус с923 от станции метро «Тёплый Стан» (выход 7) к остановке «Санаторий „Узкое“».

## Дополнительная информация
- Сайт санатория
- Храм Казанской Иконы Божией Матери в Узком
- Усадьба Узкое, Москва
- Видео Съёмка санатория «Узкое» с высоты птичьего полёта // ФНКЦ РР. 2018. 7 сентября.
- Видео Съёмка Храма Казанской иконы Божией Матери с высоты птичьего полёта // ФНКЦ РР. 2018. 7 сентября.
- Видео Мемориальный номер Пастернака в усадьбе Узкое // За Калужской Заставой. 2020. 27 февраля.